# Arne Niemeyer
Arne Niemeyer (ur. 8 listopada 1981 w Minden) – niemiecki piłkarz ręczny, reprezentant kraju grający na pozycji rozgrywającego. Obecnie występuje w Bundeslidze, w drużynie TuS Nettelstedt-Lübbecke.
Arne jest synem Rainera, byłego piłkarza i reprezentanta Niemiec, mistrza świata 1978.

## Sukcesy
- Mistrzostwa Niemiec:
  -  2009